# بيني تاباك
بيني تاباك (بالعبرية: בני טבק‏) هو لاعب كرة قدم ومدرب كرة قدم إسرائيلي في مركز الهجوم، ولد في 7 يونيو 1956 في نيس زيونا في إسرائيل. شارك مع منتخب إسرائيل لكرة القدم. أما مع النوادي، فقد لعب مع مكابي بتاح تكفا ونادي مكابي تل أبيب.

## وصلات خارجية
- بيني تاباك على موقع قاعدة بيانات كرة القدم.إي يو (الإنجليزية)
- بيني تاباك على موقع ناشيونال فوتبول تيمز (الإنجليزية)